# Indialita

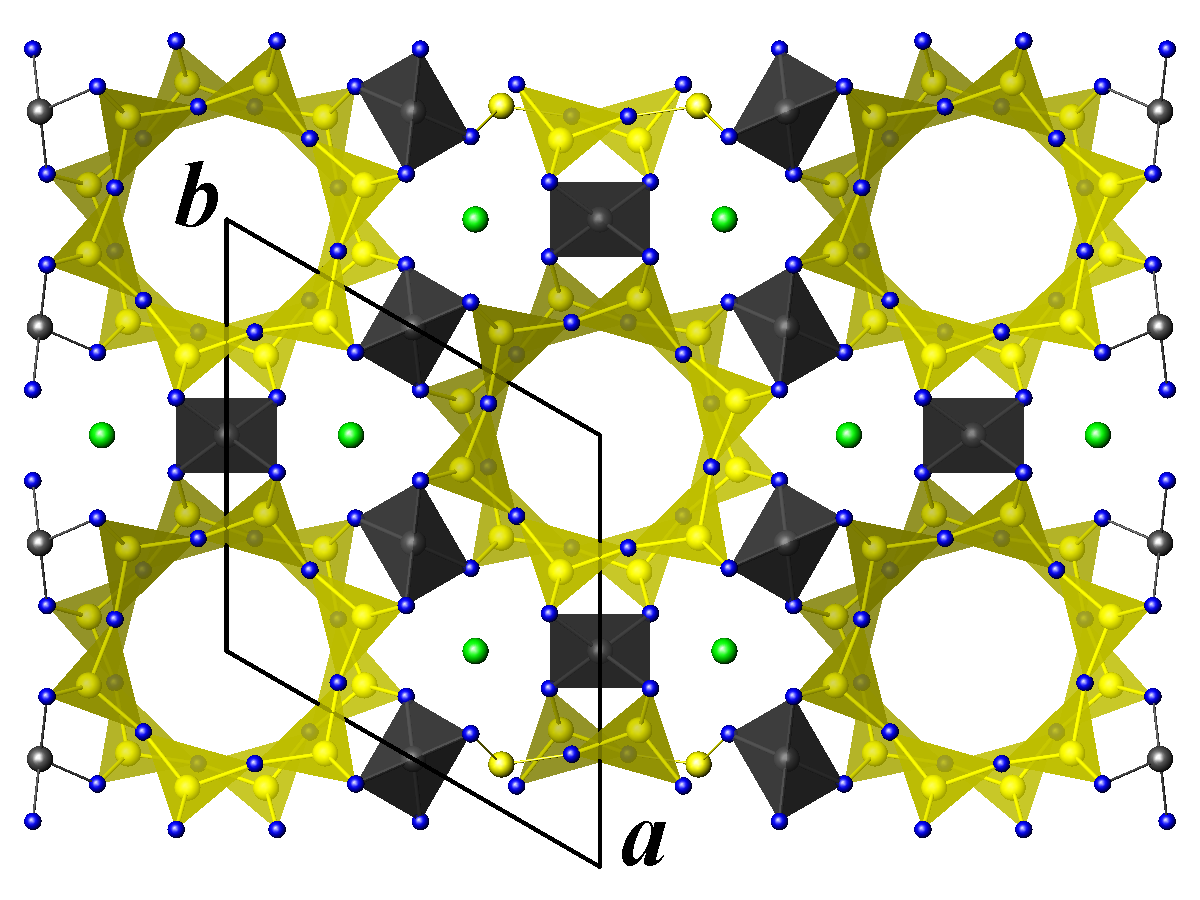
Estructura de la indalita.

La indialita és un mineral de la classe dels silicats. Rep el seu nom de l'Índia, a on es troba la seva localitat tipus.

## Característiques
La indialita és un silicat de fórmula química Mg₂Al₃(AlSi₅O18). Cristal·litza en el sistema hexagonal. La seva duresa a l'escala de Mohs oscil·la entre 7 i 7,5. És un mineral dimorf de la cordierita, i l'anàleg de magnesi de la ferroindialita. Alguns autors inclouen aquesta espècie al grup del beril.
Segons la classificació de Nickel-Strunz, la indialita pertany a «09.CJ - Ciclosilicats amb enllaços senzills de 6 [Si₆O18]12- (sechser-Einfachringe), sense anions complexos aïllats» juntament amb els següents minerals: bazzita, beril, stoppaniïta, cordierita, sekaninaïta, combeïta, imandrita, kazakovita, koashvita, lovozerita, tisinalita, zirsinalita, litvinskita, kapustinita, baratovita, katayamalita, aleksandrovita, dioptasa, kostylevita, petarasita, gerenita-(Y), odintsovita, mathewrogersita i pezzottaïta.

## Formació i jaciments
Va ser descoberta al camp de carbó de Bokaro, al districte d'Hazaribagh, a Jharkhand, Índia. També ha estat descrita a Rússia i a el Japó, a diversos països europeus com Àustria, Alemanya, la República Txeca, Itàlia i Polònia, així com als estats nord-americans de Nevada, Wyoming i Dakota del Sud.